# Höhenschreiber
Ein Höhenschreiber ist ein Messgerät, mit dessen Hilfe das Höhenprofil eines Fluges aufgezeichnet werden kann. Meist handelt es sich um einen speziellen Barographen, also ein registrierendes Barometer. Während des Fluges wird auf einer mit Papier bespannten Trommel der Luftdruckverlauf und somit die Höhe aufgezeichnet. In den letzten Jahren sind Höhenschreiber vermehrt als elektronische Messgeräte ausgeführt. Flüge können dann an einem angeschlossenen PC nachträglich ausgewertet werden. Teilweise haben die neuartigen Höhenschreiber auch eine Verbindung zu einem GPS-Gerät, so dass der Flug dreidimensional registriert wird.